# Télévision de rattrapage
La télévision de rattrapage,, télé de rattrapage ou encore le replay (en anglais catch-up TV), définit à la fois un type de service et un mode de consommation, en différé, d'émissions de télévision. Ce service nécessite obligatoirement l'accès à un réseau interactif (ADSL, câble, Wi-Fi, WiMAX, réseaux mobiles 3G ou 4G, etc.). Les chaînes nationales de télévision exploitent généralement cette fonctionnalité via leurs réseaux numériques, leurs sites Web et leurs applications dédiées.

## Principe
Le service consiste à proposer aux téléspectateurs équipés et reliés, le visionnement à la demande d’une émission peu de temps après sa première diffusion et généralement pendant une période de quelques jours. Après ce délai, soit le contenu est inaccessible ou supprimé, soit il devient payant. En général ce sont plutôt des programmes type : séries, films, émissions. L'avenir de la télé à la demande se joue sur différents supports comme une tablette ou encore un smartphone pour plus de mobilité, de la qualité (HD, 16/9, etc.) et de la quantité (plus de vingt vidéos ou plus). Certains types d'émissions dites musicales sont en cours de développement pour permettre un choix de clips musicaux comme le fait Off TV via sa propre application ou encore M6 Player.
Ce service est apparu en Thaïlande et en Amérique du Nord dès la fin des années 1990, en particulier sur les réseaux câblés.
Certains logiciels permettent d'enregistrer les flux vidéo correspondant aux différentes chaînes (Captvty, TVO, etc.).
Les chaines locales peuvent également proposer ce service, comme Air, l'autre télé en France ou bien TOU.TV pour ICI Radio-Canada Télé au Canada. Les émissions sont accessibles à partir du site internet de la chaîne locale ou bien depuis des services d'hébergement, de partage et de visionnage de vidéo en ligne.
Certains sites internet, comme TV-replay ou Replay-TV en France, référencent les émissions disponibles en rattrapage. Ces agrégateurs facilitent alors l'accès aux contenus des chaînes de télévision, puisque les internautes peuvent parcourir et rechercher des émissions sur les différentes chaînes depuis un site unique.

## Offre de télévision de rattrapage

### France
En France, d'après le baromètre du Centre national du cinéma et de l'image animée et du site TV-replay, l’offre de programmes télé de l’ensemble des chaînes hertziennes gratuites disponibles en télévision de rattrapage sur internet était constituée de plus de 16 000 vidéos par mois en moyenne au quatrième trimestre 2010, soit un volume horaire mensuel moyen de près de 5 900 heures. En France la conséquence de la montée de la catch up (diversification) contribue à la hausse de téléspectateurs toujours de plus en plus nombreux et de plus en plus jeunes : on dénombre environ 10 millions de téléspectateurs ; depuis, les constructeurs de télés intègrent désormais la télé à la demande sur les télévisions.
De nombreuses chaînes de la TNT proposent également de la télévision de rattrapage, comme M6, qui a été la première à développer M6 Replay et l'offre replay de ses chaînes sœur W9 et 6ter appelées respectivement W9 Replay et 6ter Replay. Puis en 2013 le groupe réunit tous ses services de télévisions à la demande sous une métamarque 6play (maintenant devenu M6+) TF1 de son côté avec son offre plus évoluée, TF1+ (ex Mytf1) avec bonus, interviews, France·tv qui offre le plus de vidéos, Canal+, C8, CStar, BFM TV, Arte +7, NRJ 12 Replay, TMC Replay, TFX ou encore Gulli Replay.
Pour les chaines satellitaires : Téva et Paris Première depuis le succès de 6play, RTL9, Game One, Ciné+, les chaînes Disney, etc.